# Aberrazione cromatica

Aberrazione cromatica di una lente

La aberrazione cromatica o AC (dal lat. chromatĭcus, gr. χρωματικός, der. di χρῶμα, croma «colore») è una delle varie aberrazioni ottiche, che riguarda il colore. È una caratteristica della luce che emerge durante la rifrazione in una lente (non avviene durante la riflessione sugli specchi), formando un effetto di «sbavatura» dei colori (detta iridazione), dovuto alla dispersione delle diverse frequenze radianti, nei mezzi rifrangenti del sistema ottico.
Nello specifico, questa aberrazione deve essere suddivisa in due principali tipologie, dette: AC assiale o longitudinale, e AC extra-assiale o trasversale, ognuna derivata da una causa caratteristica diversa e risolta con una relativa soluzione diversa. In realtà, però, non è mai possibile ottenere una completa risoluzione del difetto (acromatismo), ma soltanto un miglioramento riduttivo, con vari livelli nominali. Per un raggio di luce monocromatico, non ha senso parlare di aberrazione cromatica.

## Descrizione
L'aberrazione cromatica può essere un grande problema durante l'osservazione diretta delle immagini ottiche, per esempio con microscopi, telescopi e binocoli, in quanto può causare perdite di definizione degli oggetti osservati e perdita della capacità ottica di risoluzione dei dettagli. Così, fin dagli inizi degli studi sull'ottica (~ 1600), l'uomo ha sempre ricercato soluzioni da applicare agli strumenti ottici. Per le immagini video-fotografiche in formato digitale, son stati sviluppati vari software, che in modo grafico riescono a «cancellare» gli effetti cromatici (aloni), tuttavia non risolvono il problema di eventuali perdite dei dettagli, ma serve solo per ottenere un miglioramento estetico, dando l'impressione ai meno esperti di avere immagini più fedeli.

### AC assiale

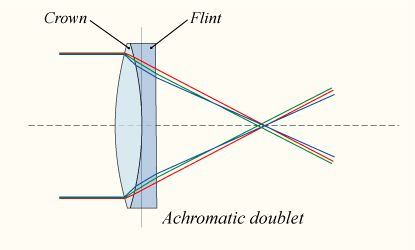
Doppietto acromatico

La AC assiale si manifesta lungo l'asse ottico, formando la sfocatura dei colori sul piano immagine, in quanto ogni frequenza del colore, vede un differente indice di rifrazione attraversando la stessa lente. Le frequenze maggiori (violetto) tendono a rifrangere maggiormente, così convergono ad una distanza focale più corta; viceversa, le frequenze minori (rosso) vengono rifratte di meno e convergono a distanze maggiori. Questo si traduce in immagini che presentano aloni colorati ai bordi dei soggetti. Nel piano focale più vicino alla lente, dove vanno a fuoco le radiazioni blu-violette, si osserva una immagine di colore blu-violetto al centro, contornata da una aureola giallo-rossa, mentre sul piano focale più lontano dalla lente, il centro è rosso e l'aureola è blù-violetta. Il miglior fuoco si trova nel piano focale tra le immagini blu e rossa, all'incirca sulle immagini gialle o giallo-verdi. Questo corrisponde sensibilmente alla posizione di minima aberrazione. La distanza tra i due piani focali (del violetto e del rosso), indica la quantità della aberrazione. 

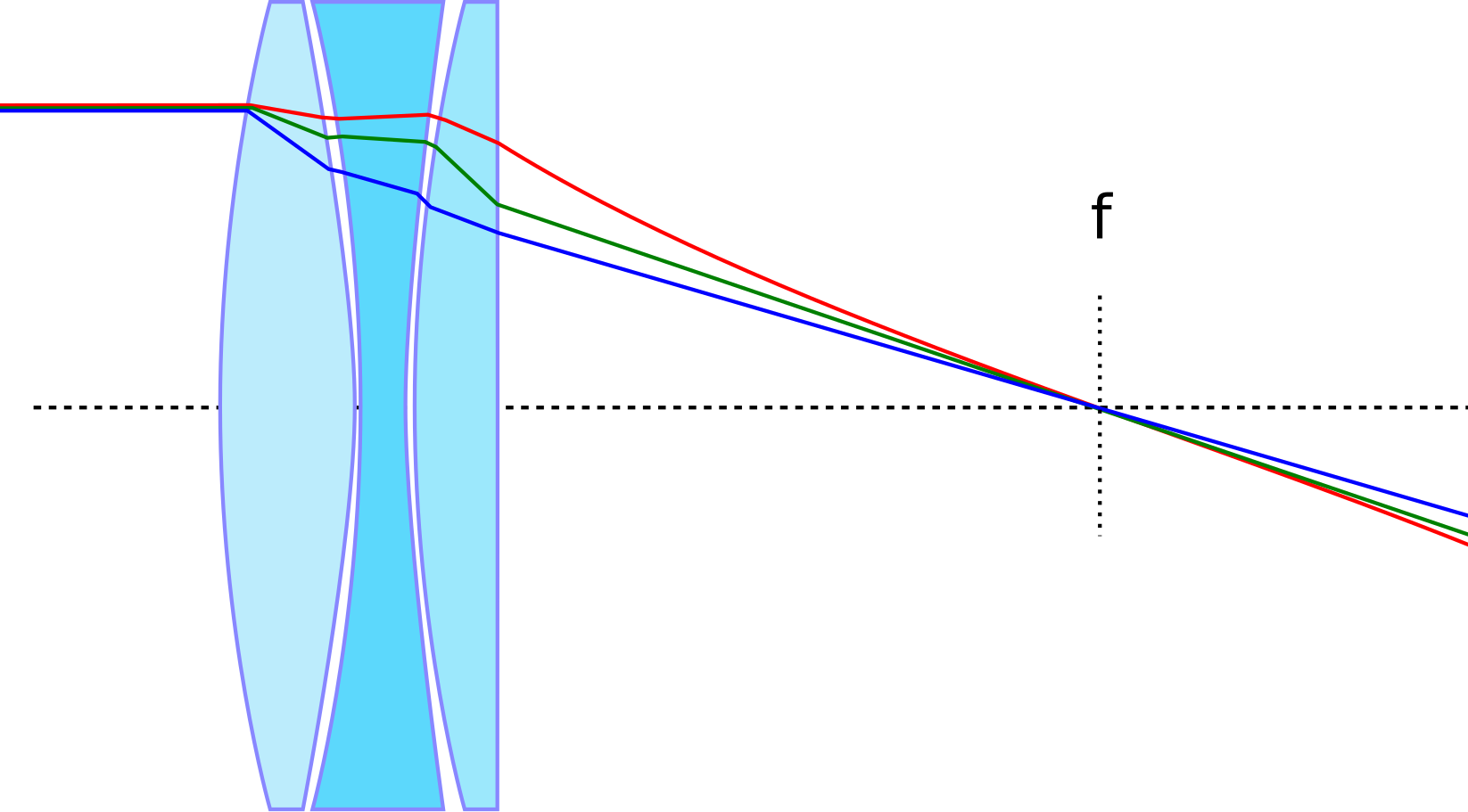
Tripletto apocromatico

Il problema viene risolto utilizzando un doppietto di lenti (detto doppietto acromatico), di materiale con differente indice di rifrazione e divergenza, una lente positiva e una negativa di potere diottrico adeguato, in modo che le differenze tra gli angoli di rifrazione per la stessa lunghezza d'onda si annullino a vicenda, o quasi, mantenendo un potere risultante positivo. Il doppietto è il primo livello di risoluzione, e viene centrato su due lunghezze d'onda specifiche, in modo da ottenere una prima riduzione delle sfocature sul piano focale del centro banda, circa il giallo-verde a 550 nm. Un secondo livello di intervento, è quello di utilizzare un tripletto di lenti, con lo stesso principio del doppietto, centrato stavolta su tre frequenze dello spettro, in modo da ridurre «al massimo» il residuo del cromatismo assiale; questo sistema è spesso nominato apocromatico.
Un ulteriore intervento è quello di diaframmare l'apertura della lente, quando possibile, o di usare lenti con maggiore rapporto focale. Tuttavia, l'aberrazione cromatica trasversale non può essere ridotta in questo modo.

### AC extra-assiale
La AC extra-assiale o trasversale, si manifesta lungo il raggio della lente, al di fuori dell'asse ottico. A differenza della AC assiale, che è presente uniformemente su tutto il campo dell'immagine, per quella trasversale, maggiore è l'angolo di ripresa e maggiore è l'effetto visibile, minimo al centro e massimo verso i bordi del campo. In questo caso, la causa è l'ingrandimento del punto immagine extra-assiale, e per questo viene chiamata anche «AC di ingrandimento» o con concetti simili.
Un modo per ridurre questo tipo di AC, è quello di utilizzare lenti costruite con particolari materiali a bassa dispersione, come la fluorite, oppure con vetri miscelati con altri elementi che tendono a fornire una dispersione anomala. Vi sono delle sigle classiche che indicano la presenza di lenti nello schema ottico con caratteristiche di bassa dispersione, tipo ED (extra-low dispersion - dispersione extra-bassa) o SD (super extra-low ...), ecc.

## Purple Fringing

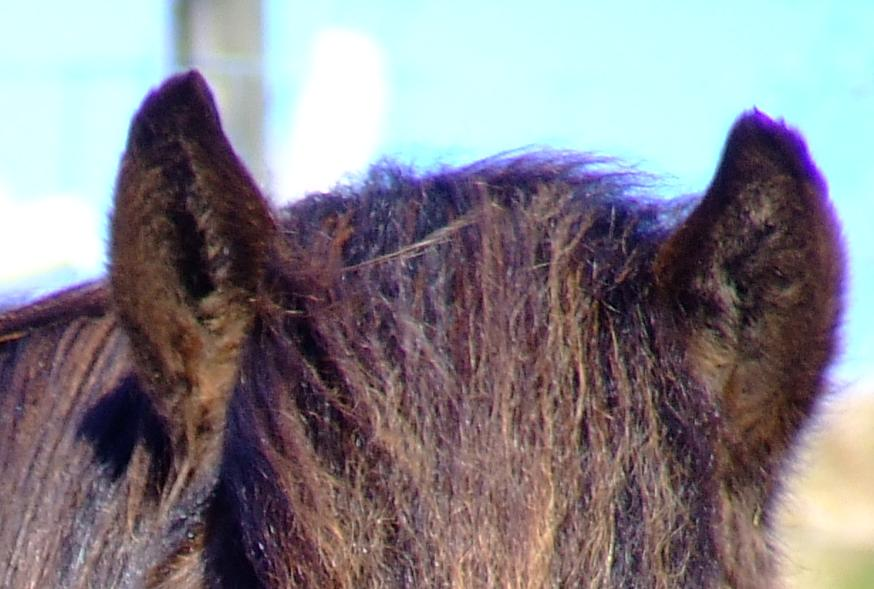
Esempio 1

Col termine inglese purple fringing o purple fringe (frangia violetta), in particolare nella fotografia digitale, si intende un effetto dell'interazione tra il sensore digitale e l'ottica; si manifesta come un alone sfocato di colore violetto.

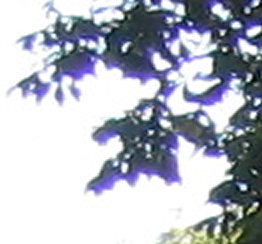
Esempio 2

Le immagini che contengono aree ad elevato contrasto sono particolarmente suscettibili a questo effetto, poiché l'aberrazione cromatica è peggiore per le lunghezze d'onda più corte a cui una fotocamera è sensibile (luce violetta o ultravioletta). Il termine purple fringe usato per descrivere un aspetto dell'aberrazione cromatica risale almeno al 1833, prima dell'invenzione della fotografia: la definizione usata da Brewster per una banda violetta su un bordo e una verde sull'altro, è di «aberrazione cromatica laterale».
Una sfocatura generale delle lunghezze d'onda più corte, risultante in una banda violetta su tutti i lati di un oggetto molto luminoso, è l'effetto di aberrazione cromatica assiale o longitudinale. Molto spesso entrambi gli effetti sono presenti nella stessa immagine. L'aberrazione cromatica assiale è più facilmente riducibile mediante la chiusura del diaframma rispetto a quella laterale, per cui l'entità del purple fringing può dipendere fortemente dal diaframma.

### Altre spiegazioni
Il purple fringing è solitamente attribuito all'aberrazione cromatica, sebbene non sempre si può spiegare in questo modo. Altre cause attribuite al purple fringing includono effetti dovuti al sensore: aberrazione cromatica in ogni cella (o microlente) dei CCD; rumore digitale nelle aree scure; elaborazione dell'immagine e interpolazione, artefatti (quasi tutti i CCD richiedono una quantità considerevole di elaborazione); luce ultravioletta diretta; luce infrarossa diretta; bruciatura dell'immagine da sovraesposizione; perdita di cariche tra celle dei CCD.

### Riduzione dell'effetto
I metodi comunemente usati per evitare o ridurre il purple fringing includono:
- evitare di scattare con il diaframma a tutta apertura in presenza di scene ad elevato contrasto;
- evitare la sovraesposizione delle alte luci (ad esempio, riflessioni speculari puntiformi e un cielo slavato o molto luminoso di sfondo a soggetti scuri)
- scattare con un filtro Haze-2A o un filtro UV di elevata gradazione[8]

La post-produzione per rimuovere il purple fringing (o più in generale l'aberrazione cromatica) solitamente richiede la scalatura dei canali di cui sono visibili le bande intorno agli oggetti, oppure la sottrazione di una parte di una versione scalata del canale blu.